# Desmond Washington
Desmond „Desi” Washington (ur. 6 lipca 1992 w Harrisburgu) – amerykański koszykarz, występujący na pozycji rozgrywającego.
21 listopada 2018 podpisał umowę z GTK Gliwice.

## Osiągnięcia
Stan na 20 września 2019, na podstawie, o ile nie zaznaczono inaczej.
NCAA
- Zaliczony do I składu debiutantów konferencji Mid-Eastern Athletic (MEAC – 2011)